# Milieuzone

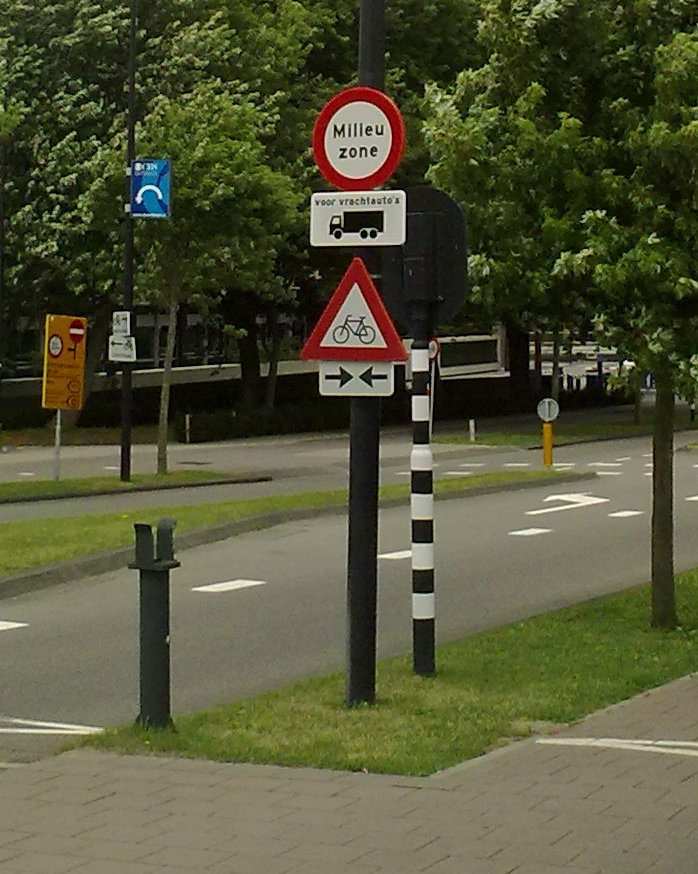
Grens van de Amsterdamse milieuzone

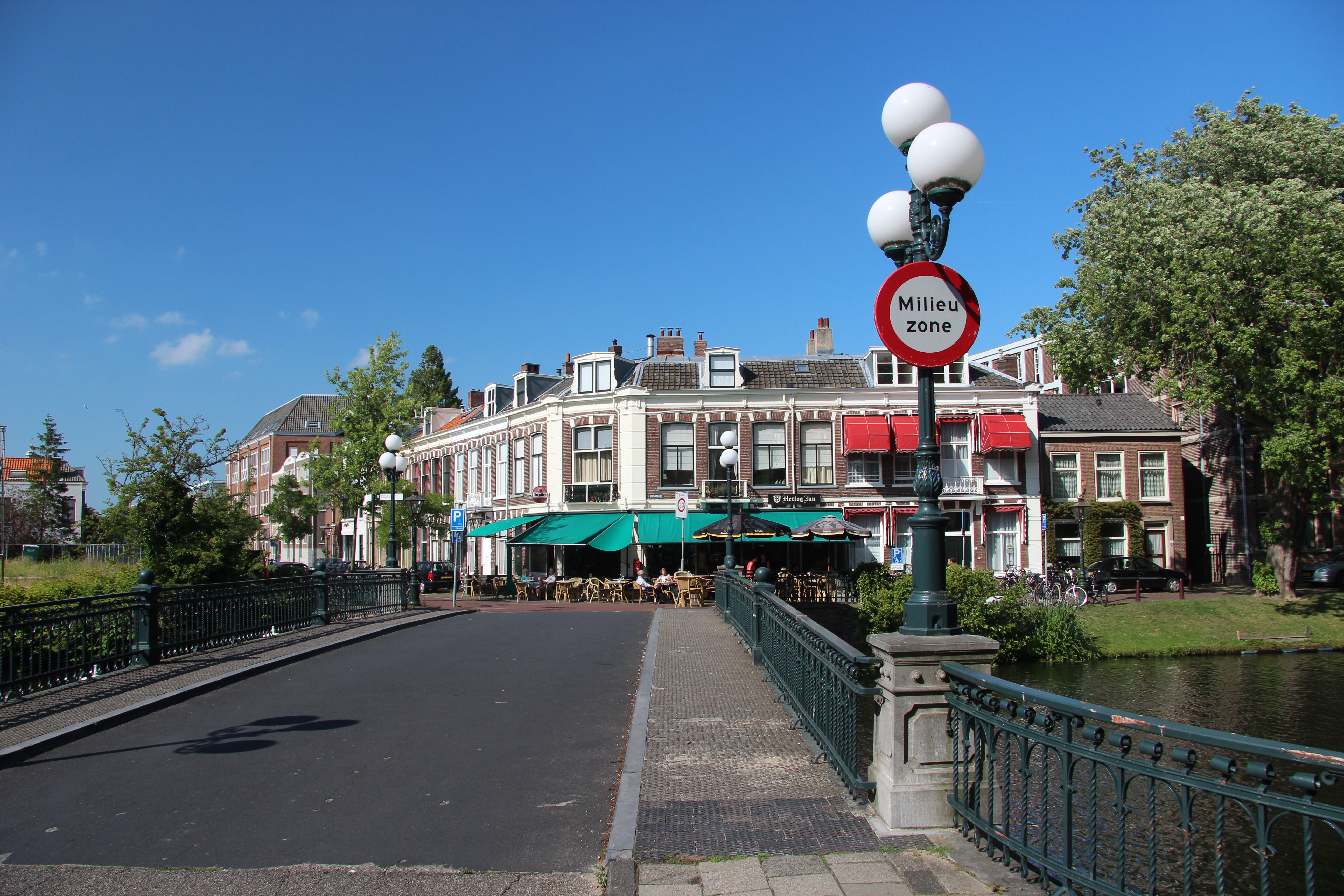
Grens van de Leidse milieuzone

Een milieuzone of lage-emissiezone (LEZ) is een gebied in een stedelijke omgeving waar vervuilende motorvoertuigen worden geweerd. Het doel van het instellen van een milieuzone is de bescherming van het milieu tegen de uitlaatstoffen van de geweigerde voertuigen. Het gaat met name om de beperking van fijnstof en roet. Milieuzones zijn een stap in het proces van de uitfasering van fossiele brandstofvoertuigen.
In Nederland spreekt men doorgaans van milieuzone, in België van lage-emissiezone.
In Europa zijn in verschillende landen dergelijke zones.

## Methoden
Het kan gaan om:

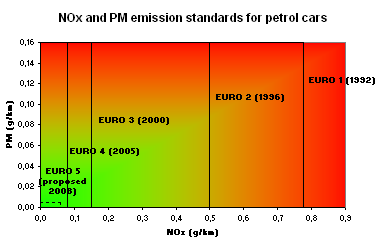
Vergelijking Europese emissiestandaard (benzinemotoren)

Bord dat in Duitsland gebruikt wordt

- het verbieden van gemotoriseerd verkeer,
- het ontmoedigen van gemotoriseerd vervoer door een systeem van milieuheffing, al dan niet gecombineerd met een verhoging van het aanbod openbaar vervoer.
- het kwantitatief verminderen ervan, zoals bijvoorbeeld om de beurt de oneven en even nummerplaten toelaten,
- het selectief toelaten van minder vervuilend verkeer, bijvoorbeeld alleen zwaar vervoer weren, volgens bepaalde emissiestandaarden.

Het kan een tijdelijke maatregel zijn, bijvoorbeeld bij smog-alarm, of een permanente regeling.

### Emissiestandaarden
Een milieuzone kan door het invoeren van emissiestandaarden de meest vervuilende voertuigen uit een bepaald gebied weren of slechts toelaten na betaling. Deze emissiestandaarden kunnen na verloop van tijd geleidelijk aangescherpt worden. Bijvoorbeeld, de stad Utrecht had al sinds 2007 een milieuzone en besloot in 2013 als eerste Nederlandse stad om vanaf 2015 om oudere dieselauto's uit de binnenstad te weren op straffe van een boete. Oudere dieselauto's hebben een beduidend hogere uitstoot aan schadelijke stoffen ten opzichte van modernere diesel- en benzineauto's (één oude diesel is ongeveer even vervuilend als 25 benzineauto's) en dienen daarom met voorrang uitgefaseerd te worden. Utrecht kondigde in juli 2020 een geleidelijke aanscherping en uitbreiding van de milieuzone aan: vanaf februari 2021 worden alleen nog maar diesels toegelaten gebouwd na 2004, vanaf 2025 alleen diesels van na 2009.

## Landen

### België
| Regels LEZ op 1 januari 2024 (diesel) | Ouder       | Euro 1/I    | Euro 2/II   | Euro 3/III  | Euro 4/IV   | Euro 5/V           | Euro 6a - 6b- 6c- 6dTemp | Euro 6d            |
| ------------------------------------- | ----------- | ----------- | ----------- | ----------- | ----------- | ------------------ | ------------------------ | ------------------ |
| Antwerpen                             | Na betaling | Na betaling | Na betaling | Na betaling | Na betaling | Ja                 |                          | Ja                 |
| Brussel,                              | Na betaling | Na betaling | Na betaling | Na betaling | Na betaling | Ja (tot eind 2024) | Ja (tot eind 2027)       | Ja (tot eind 2029) |
| Gent                                  | Na betaling | Na betaling | Na betaling | Na betaling | Na betaling | Ja                 |                          | Ja                 |

| Regels LEZ op 1 januari 2024 (benzine, CNG, LPG) | Ouder       | Euro 1/I    | Euro 2/II          | Euro 3/III         | Euro 4/IV          | Euro 5/V           | Euro 6a - 6b- 6c- 6dTemp | Euro 6d /VI |
| ------------------------------------------------ | ----------- | ----------- | ------------------ | ------------------ | ------------------ | ------------------ | ------------------------ | ----------- |
| Antwerpen                                        | Na betaling | Na betaling | Ja                 | Ja                 | Ja                 | Ja                 |                          | Ja          |
| Brussel                                          | Na betaling | Na betaling | Ja (tot eind 2024) | Ja (tot eind 2027) | Ja (tot eind 2029) | Ja (tot eind 2029) | Ja (tot eind 2029)       | Ja          |
| Gent                                             | Na betaling | Na betaling | Ja                 | Ja                 | Ja                 | Ja                 |                          | Ja          |

Een koninklijk besluit en ministerieel besluit van 21 juli 2014 voerde in de wegcode een nieuw verkeersbord in dat de lage-emissiezones aangeeft (F117/F118). 
Verdere uitwerking van de regels wordt door elk van de drie gewesten gedaan.

#### Vlaanderen
De Vlaamse regering heeft een regeling uitgewerkt vanaf 1 maart 2016 waarmee gemeenten een lage-emissiezone kunnen inrichten. Het decreet daartoe werd op 18 november 2015 in het Vlaams Parlement unaniem goedgekeurd (op de onthouding van Vlaams Belang na).
In oktober 2022 besliste de Vlaamse regering om de volgende verstrenging met een jaar uit te stellen, naar 1 januari 2026. Vanaf die datum worden benzinewagens met euronorm 2 en dieselwagens met euronorm 5 verboden in de bestaande LEZ's (Antwerpen en Gent). Voordien stond deze verstrenging gepland op 1 januari 2025. Dan wordt ook de vrijstelling voor lijnbussen geschrapt en moeten ook plug-inhybrides deze regels volgen.
In december 2022 bereikte de Vlaamse regering een akkoord over de invoerdatum van de volgende verstrengingen in deze LEZ's, namelijk 2031 voor een verbod op alle types dieselwagens en 2035 voor een verbod op alle types benzinewagens.

##### Antwerpen
Antwerpen is de eerste toepassing ervan, ingevoerd sinds 1 februari 2017. Tot 28 februari 2017 gold er een inloopperiode. Tijdens deze periode kreeg men nog geen boete, enkel een waarschuwingsbrief. De lage-emissiezone strekt zich uit over het hele gebied binnen de grote ring en een stuk van linkeroever. Ze wordt progressief ingevoerd:
- eerst worden de zwaarst vervuilende auto's geweerd (oude diesels zonder roetfilter).
- later worden ook minder vervuilende auto's geweerd, of enkel toegelaten mits het betalen van een "milieupas", jaarlijks te betalen voor ingezetenen, eventueel ook als "dagpas" voor externe bezoekers.

Als richtlijn voor de toelating van auto's wordt de Europese norm gehanteerd. Dieselwagens met Europese emissiestandaard Euro 3 of lager worden niet zonder meer toegelaten, maar wagens met Euro 3 met roetfilter of na betaling kunnen wel toegelaten worden.
Dienstvoertuigen (ambulance, brandweer, ...) vallen buiten de regeling, evenals elektrische voertuigen. Vervoer voor personen met een handicap krijgt een uitzonderingsregel.

##### Gent
Ook in Gent volgde vanaf 1 januari 2020 de invoering van een lage-emissiezone. De Gentse binnenstad of het gebied binnen de R40 is een lage-emissiezone. Binnen die zone gelden strenge uitstootnormen en toelatingsvoorwaarden voor voertuigen. De meest vervuilende diesel- en benzinevoertuigen mogen dit gebied niet meer in.

##### Andere steden
Mechelen was anno 2018 van plan samen met buurgemeente Willebroek ten vroegste in 2021 een lage-emissiezone in te voeren. In december 2019 besloten ze om geen lage-emissiezone in te voeren.

#### Brussel
In juni 2016 besliste de Brusselse regering om in heel het Brussels Hoofdstedelijk Gewest (161,4 km2) een lage-emissiezone in te voeren. De Ring (R0) valt niet onder de LEZ, net als enkele toegangswegen tot transitparkings. Sinds 1 januari 2018 zijn dieselwagens die voor 1997 gebouwd zijn (euronorm 1 of zonder euronorm) niet meer toegelaten in het gewest. Jaarlijks wordt de toegang verstrengd. Vanaf 1 oktober 2018 wordt na een overgangsperiode ook een boete van 350 euro geheven. In 2019 werden ook dieselwagens met euronorm 2 gebannen, in 2020 dieselwagens met euronorm 3 en in 2022 worden dieselwagens met een euronorm gelijk of lager dan 4 geweerd. In juni 2022, werden de regels nog eens verstrengd.

### Nederland

#### Geschiedenis
In juli 2007 werden de eerste twee milieuzones in Nederland geopend in Utrecht en Eindhoven. Er zijn anno 2015 milieuzones ingesteld in 's-Hertogenbosch, Amsterdam, Breda, Delft, Den Haag, Eindhoven, Arnhem, Leiden, Maastricht, Rotterdam, Tilburg, Utrecht en Rijswijk.

#### Zero-emissiezones
Vanaf 1 januari 2025 gaat in verschillende Nederlandse (binnen)steden een zogeheten Zero-emissiezone of ZE-zone in. Vanaf dat moment mogen nieuw gekentekende bestel- en vrachtauto's alleen nog maar emissievrij deze zones in, vanaf 2030 mogen ook bestaande bestel- en vrachtauto's met uitstoot van schadelijke stoffen deze zones niet meer in.

#### Voorwaarden
Per gemeente kunnen aan de milieuzone verschillende voorwaarden worden gesteld. Zo is er vanaf 2015 in Utrecht een milieuzone voor vuile diesels, personen- en bestelauto’s. Als eerste stad in Nederland weert Utrecht voertuigen voorzien van dieselmotoren van voor 2001 uit het centrum. Het gaat om 2% van de auto's en Utrecht wil hiermee de roetuitstoot met 30% terugdringen. De milieuzone voor vuile diesels in Utrecht is onderdeel van het Nationaal Samenwerkingsprogramma Luchtkwaliteit. In Leiden hebben bijvoorbeeld vanaf 1 juli 2013 alleen vrachtauto's met een dieselmotor Euroklasse IV of hoger en vrachtauto's die op gas rijden toegang tot de milieuzone.
Vanaf 1 januari 2020 geldt de milieuzone in Rotterdam niet langer voor personen- en bestelauto's, maar enkel voor vrachtwagens met EURO-norm 3 of lager. De milieuzone gold van 1 mei 2016 tot 31 december 2019 ook voor personen- en bestelwagens.

#### Handhaving
Controle op het naleven van de toegangseis wordt gedaan door onder andere digitale camera's. Ook kan men tegen betaling een ontheffing aanvragen. Bij overtreding riskeren bestuurders een boete van 50 tot 150 euro.
Als bezwaar tegen gemeentelijke initiatieven is geopperd, dat de automobilist de weg kwijtraakt in de verschillende regelingen, met de verschillende verkeersborden. De partijen die lokaal deze bezwaren inbrengen (VVD en CDA) weigeren echter in Den Haag om een landelijke regeling te maken en een landelijk verkeersbord in te voeren.
Ondanks bezwaren van het Europese Hof is het beleid ingevoerd, omdat er sprake is van lokale zones en geen nationale roetfilterverplichting. Voorwaarde is wel dat de gemeente moet aantonen dat invoeren van een milieuzone een noodzakelijke en gezien de gevolgen redelijke maatregel is.
Er zijn veel 'Low Emission Zones' (LEZ's) in Europa. In 2010 in Nederland (12), Duitsland (43), Oostenrijk (1), Denemarken (5), Zweden (6), het Verenigd Koninkrijk (3) en Italië (12 regio).

### Effectiviteit van milieuzones
Voor de lage emissie zones in Antwerpen en Brussel is in 2025 een positieve impact aangetoond op de luchtkwaliteit, socio-economische ongelijkheid en gezondheid.
Eerdere studies uit Nederland (bv. het rapport "landelijke effectstudie milieuzones vrachtverkeer 2010", waarin cijfers worden gepubliceerd over de effectiviteit van de Nederlandse milieuzones), gingen uit van een NOx uitstoot die niet of nauwelijks zou dalen. De PM10-fijnstof-uitstoot door vrachtwagens is slechts met 2 tot 7% gedaald in Nederlandse gebieden met een milieuzone. Echter, omdat het vrachtvervoer slechts voor een zeer klein deel van het fijnstof in de lucht verantwoordelijk is, is de afname van de gemeten fijnstofconcentraties verwaarloosbaar klein.
Bijvoorbeeld: de berekende PM10-concentraties langs de wegen in de Amsterdamse milieuzone zijn in 2010 gemiddeld 0,02 tot 0,08 μg/m3 lager dan zonder milieuzone, dus een verbetering van 0,1% ten opzichte van de in Nederland gemiddeld gemeten waarde van ca. 25 μg/m3.
Op luchtkwaliteitsknelpunten is de gemiddelde berekende daling 0,15 tot 0,25 μg/m3, dus een daling van 1% van de gemiddeld in Nederland gemeten waarde van ca. 25 μg/m3. Let wel, deze "verbeteringen" moeten berekend worden, omdat deze minimale verschillen in metingen volledig te verwaarlozen zouden zijn ten opzichte van normale schommelingen.
Deze resultaten zijn veel lager dan de gemiddelde verwachtingen bij de deelnemende gemeenten uit 2007 en 2008, verwachtingen op basis waarvan het besluit genomen is oudere vrachtauto's in Nederlandse steden te weren.
Het rapport stelt ook dat het teleurstellende resultaat mede komt door overtredingen en ontheffingen voor bijzondere voertuigen (waardoor slechts 50% van de vrachtwagens wordt geweerd) en een tegenvallende afname van vrachtauto-emissies. Zo stoten (nieuwe) Euro-V vrachtauto's nauwelijks minder NOx uit dan (oudere) Euro-I vrachtauto's, hoewel dit onder de Europese emissienormen wel zou moeten. Ook zorgen roetfilters onder vrachtwagens (retrofit), die door de milieuzone worden aangemoedigd, weliswaar voor minder fijnstof, maar ook voor hogere NO2-concentraties.
Het rapport beschrijft verder dat door de autonome verjonging van het Nederlandse wagenpark, de druk van een milieuzone op het snel verschonen van het wagenpark afneemt. In 2015 zou ongeveer 80% voldoen aan de (in 2013 aangescherpte) emissie-eisen. Het rapport besluit dan ook met de conclusie dat andere middelen om emissies te reduceren, in bijzonder stedelijke distributie, op de lange termijn wellicht effectiever zijn.

### Frankrijk
In Frankrijk bestaan in veel steden zones à circulation restreinte (ZCR). Daar hebben voertuigen enkel toegang met het juiste milieuvignet (Crit'Air).
Ook is zo'n milieuvignet verplicht op de Parijse ringweg Périphérique, de expresweg M6/M7 door Lyon (de snelweg naar het zuiden) en op de snelwegen langs het centrum van Straatsburg en Rouen.

### Andere landen
In Spanje moeten steden met 50.000 inwoners sinds 1 januari 2024 een milieuzone hebben. Er is een verkeersbord ingevoerd om de Zonas de bajas emisiones aan te geven. Benzineauto's ouder dan 2006 en dieselauto's, busjes en vrachtwagens ouder dan 2014 mogen deze zones niet meer in. Ook buitenlandse auto's vallen onder het verbod, tenzij ze een milieusticker van hun thuisland op de ruit hebben.
- In de binnenstad van Londen bestond al onder burgemeester Boris Johnson een milieuzone. Zijn opvolger Sadiq Khan scherpte die in 2018 aan tot "ultralage-emissiezone" (ULEZ) en breidde die van april 2019 tot augustus 2023 uit over de buitenwijken.
- Veel Duitse steden hebben een "Umweltzone", waar auto's door een gele of groene sticker aangeven, hoe vervuilend ze zijn. Oude diesels en andere sterk vervuilende wagens krijgen geen sticker en daarmee geen toegang tot de Umweltzones.

## Effecten
Uit een onderzoek van het Imperial College London is gebleken, dat invoering van milieuzones al na korte tijd een meetbaar effect heeft op de gezondheid van stadbewoners. Met name cardiovasculaire aandoeningen traden minder vaak op. Het onderzoek vond, behalve in Londen zelf, plaats in continentaal Europa en Japan.